# CA Peñarol
Club Atlético Peñarol, Peñarol, är en fotbollsklubb i Montevideo, Uruguay. Klubben grundades 18 september 1891 och hette då Central Uruguay Railway Cricket Club (CURCC). Fotbollsavdelningen i CURCC slog sig ur den 13 december 1913 och bildade CURCC Peñarol. 12 mars 1914 bytte klubben namn till Club Atlético Peñarol. CURCC fortsatte sin sportverksamhet, men fokuserade sig enbart på cricket innan laget löstes upp den 22 januari 1915.. Peñarol spelar sina hemmamatcher på Estadio Campeón del siglo (ibland på Estadio Centenario) med dräktfärgerna svart och gult. 
Laget är en av Sydamerikas framgångsrikaste fotbollsklubbar, en position som utmanas främst av Boca Juniors och Nacional.

## Meriter
- Primera División: (54)[2]
  - Amatöreran: (11) - 1900, 1901, 1905, 1907, 1911, 1918, 1921, (1924), (1926), 1928, 1929
  - Professionella eran: (43) - 1932, 1935, 1936, 1937, 1938, 1944, 1945, 1949, 1951, 1953, 1954, 1958, 1959, 1960, 1961, 1962, 1964, 1965, 1967, 1968, 1973, 1974, 1975, 1978, 1979, 1981, 1982, 1985, 1986, 1993, 1994, 1995, 1996, 1997, 1999, 2003, 2009-2010, 2012-2013, 2015–16, 2017, 2018, 2021, 2024

(mellan 1900 och 1911 års titlar hette laget CURCC, samt 1924 och 1926 års titlar godkänner inte AUF - trots det så räknas titeln med i Peñarols lista då det var det enda mästerskapet som spelades i Uruguay)
- Copa Libertadores: (5) - 1960, 1961, 1966, 1982, 1987
- Interkontinentala cupen: (3) - 1961, 1966, 1982

## Kända spelare
Se också Spelare i Peñarol
- Peregrino Anselmo
- Joe Bizera
- Fabián Canobbio
- Fabián Estoyanoff
- Paolo Montero
- Juan Schiaffino
- Obdulio Varela

## Kända tränare
Se också Tränare i Peñarol
- Óscar Tabárez